# Just Because!
『Just Because!』（ジャストビコーズ）は、PINE JAM制作による日本のテレビアニメ作品。2017年10月から12月までTOKYO MXほかにて放送された。第6話と第7話の間の週には、市川蒼・礒部花凜・村田太志・芳野由奈が出演する特別番組「ふらり、Just Because!の旅」が放送された。

## 概要
2017年5月30日、完全新作のオリジナルアニメとして制作されることが報じられた。脚本・シリーズ構成は『さくら荘のペットな彼女』の鴨志田一が、キャラクター原案は比村奇石がそれぞれ担当する。
また、アニメーション制作を担当するPINE JAMにとっては、本作が初のオリジナルアニメ作品となる。
キャッチコピーは『あいつを好きな君の横顔が、たまらなく綺麗だったから――』。
プロップデザインにキヤノンや伊藤園やヤマハ発動機が協力し、背景制作に湘南モノレールやビックカメラが協力している。劇中に登場する柏尾川高校のモデルは神奈川県立深沢高等学校である。

## あらすじ
高校三年生の泉瑛太は、父の転勤に伴い、福岡から4年ぶりに神奈川に戻ってくる。2学期の終業式の日、転入する高校を訪れた瑛太は、中学時代の親友相馬陽斗と夏目美緒に再会する。
瑛太、陽斗、美緒と吹奏楽部の森川葉月、陸上部の乾依子は江ノ島水族館に行ったのをきっかけにLINEグループ「えのすい」を作る。葉月に片思いしていた陽斗は彼女を初詣に誘って告白するが、進学して地元を離れる葉月は断る。だが、葉月は陽斗を異性として意識するようになり、お互いの生活が落ち着いたらつきあいたいと告白する。
瑛太は写真部の小宮恵那につきまとわれる。恵那は写真部存続のため、瑛太の写真をコンクールに出品しようとしていたが、次第に瑛太に魅かれるようになり、コンクールで金賞をとったら告白すると宣言する。
中学時代から陽斗への片思いをひきずっていた美緒は中学の頃、テスト中に貸してもらった消しゴムを陽斗に返すことで思いを断ち切る。大雪のセンター試験の日、駅にかけつけ会場まで送ってくれた瑛太を意識するようになった美緒は、第一志望校を瑛太の推薦入学する大学に変更し、合格したら思いを伝えると決める。
陽斗に片思いする美緒が密かに好きだった瑛太は、美緒の第一志望の大学に合格したら思いを伝えると決めるが、受験の結果は不合格であり、恵那には他に好きな人がいると返事して高校を卒業する。
春、大学生になった瑛太の前に美緒が同じ大学の学生として現れ、彼らはようやくお互いの気持ちを打ち明ける。

## 登場人物

### 主要人物
泉 瑛太（いずみ えいた）
声 - 市川蒼
本作の主人公。季節外れの転校生。無気力で不愛想な性格。父親の転勤で4年ぶりに福岡から神奈川に戻ってきた。
中学時代は陽斗と共に野球部に所属していたが、福岡に転校したのが2年生だったため人間関係ができあがっている野球部にはいることができず辞めていた。当時から年齢不相応に無気力で不愛想な性格だったが、多感な時期での転校で周囲に馴染めず、ようやく馴染めた頃に再び転校となったため自身の人間関係や人生については過度な期待をしないようにしている。
学業は優秀な成果を出してきたため「上叡大学」に推薦入学が決まっている。地元に戻って転校した高校はわずか数ヶ月で卒業なので、学校に籍だけを置いてクラスには属していない。制服も転校前の学ランのままで自習室登校を認められた状態なため、自分から積極的に同級生に馴染むつもりは無かった。中学の頃から美緒の事が好きで、誰にも明かさなかったが陽斗たちにはばれている。
美緒と再会した当初は彼女への恋は過去のものだと割り切っていたが、再び彼女に思いを寄せはじめる。美緒と同じ志望大学を受験し、合格したら告白すると決めていたが、不合格となり告白をあきらめていた。
推薦入学した大学で美緒と再会する。
夏目 美緒（なつめ みお）
声 - 礒部花凜
本作のヒロイン。瑛太の中学時代のクラスメイトだったが、高校に入ってから大人びたので瑛太にはすぐに気づかれなかった。元生徒会長で、中学では生徒会副会長を務めた。現在は姉の美奈（声 - 朝井彩加）と同じ「翠山学院大学」進学のため予備校に通い自習室で猛勉強している。
中学の頃、テスト中に消しゴムを貸してもらったのをきっかけに陽斗に思いを寄せており、陽斗が葉月に告白する事に複雑な思いを抱いていたが、消しゴムを返して自分の気持ちに区切りをつけた。大雪の交通麻痺でセンター試験を受け損ねる危機を救ってくれた瑛太を意識しだす。志望大学を瑛太と同じ大学に変更し、合格したら思いを伝えると決めていたが、卒業式の日、瑛太とすれちがい告白できずに終わる。
その後、瑛太と同じ大学に入学し、思いを伝えた。
相馬 陽斗（そうま はると）
声 - 村田太志
瑛太の中学時代の親友で、元野球部。明るい楽天家。転校して行った瑛太と「高校野球で決勝戦の甲子園で再会しよう」と軽く約束したが、すぐに連絡が途絶えてしまっていた。再会時は少々気まずかったものの、すぐにかつての距離感を取り戻し分け隔てなく話せる仲に戻った。中学時代は瑛太と背丈が近い痩身だったが、高校に入っては身長が一気に伸び筋肉質な体格となっている。
学生最後の高校野球では惨敗して引退したが、片思いする葉月に告白する願掛けでホームランを打とうとしていた時に瑛太と再会する。犬が大の苦手だが、犬を飼っている葉月のために克服しようと奮闘中。葉月に告白したが、いったん断られたあと、お互いの生活が落ち着いたらという条件で逆告白された。
父とは死別したため母子家庭。祖父や祖母の面倒もあるため進学することができず、卒業後は人工衛星関連に取引のある草野球に熱心な企業に就職する。
森川 葉月（もりかわ はづき）
声 - 芳野由奈
元吹奏楽部。引退後も部活の後輩の面倒を見ている。高校では全国優勝を目指してそれなりの成績を残したが、推薦が決まっている兵庫の大学では吹奏楽は愛好会のみの活動にして、卒業後は実家の農家の手伝いをしようと考えている。妹の睦月（声 - 和多田美咲）、双子の弟の満（みつる、声 - 松田颯水）と弦（ゆずる、声 - 古木のぞみ）の4兄弟の長女で、家事をしながら下の弟妹の面倒を見ている。
陽斗の告白を進学後は地元を離れての遠距離恋愛になる事を理由に断ったが、熟慮の末、大学生活が落ち着いたらつきあいたいと返事した。いつも地味な格好だったが、妹の勧めで髪型や服装に気を使うようになる。
小宮 恵那（こみや えな）
声 - Lynn
2年。写真部所属。部員が3人しかおらず、放送部と統合して廃部になる予定の写真部を守るためコンクールでの賞を狙っている。瑛太を謎の転校生として興味を持ち、良く撮れた瑛太の写真をコンクールに出品したいと懇願するが良い返事はもらえていなかった。しかし写真部を大切にしたい気持ちが瑛太に伝わり写真を出展する許可を貰えた。自由奔放な性格で、よく原付（ビーノ）で飛び回ってバイク通学禁止の学校まで行ってしまったりと他の写真部員を振り回している。いつもPowerShot G5 Xを持ち歩いていて、部活ではEOS 7D Mark IIを使用している。
当初、瑛太のことは被写体としての興味しかなかったが、美緒に片思いしているのを知ってから異性として意識しだす。コンクールに入賞したら告白すると宣言したが、受験前、コンクールのことを気にしてくれた瑛太にこらえきれず告白する。卒業式の日、瑛太に写真部存続の報告をして手作りの卒業アルバムを渡したが、瑛太から好きな人がいると言われ、一人になったあと号泣した。

### クラスメイト
乾 依子（いぬい よりこ）
声 - 櫻庭有紗
葉月の親友。陸上で大学推薦を受けて合格した。おとなしい葉月が陽斗とうまくいくようにお膳立てをしている。
高橋 早苗
声 - 貫井柚佳
美緒の友人で同じ予備校に通う受験生。制服を上手く着崩した気だるさと妖艶さを併せ持っている。桃花と真由子を加えた四人でいることが多い。美緒の陽斗への想いは理解しているが、無神経な桃花の発言や葉月に好意的ではない真由子の反応も知っているため、誰かに肩入れしない中立の距離感を保っている。
鈴木 桃花
声 - 近藤玲奈
美緒の友人。ショートカットと眼鏡が特徴。受験生の美緒と早苗が遊んでくれないのが不満。恋愛事には疎いようで美緒の陽斗への想いには気づいてなかった。初詣で陽斗と葉月を見かけたあと、真由子と共に購入した美緒に恋愛成就のお守りを渡している。葉月とは接点がないらしく呼び方は「吹奏楽部の」と呼ぶことが多い。美緒と比較した葉月への評価も「美緒全然勝ってんじゃん」と素っ気なく辛辣、加えて無神経なところがある。進学先はファッション系の専門学校。
佐藤 真由子
声 - 千本木彩花
美緒の友人。年相応に派手さと華美を併せ持ち、物事をはっきりさせることを好む。葉月とは接点がないらしく、「あの吹奏楽部」と呼ぶことが多い。葉月をいじめたり悪口を言っているわけではないが、美緒が陽斗を好きなのを知っているため葉月に対して好意的ではなく「嫌い」とはっきり口にしている。初詣で陽斗と葉月を見かけた際、桃香に葉月を「地味な子」と嫌悪感を吐露した。彼氏持ちだが返信が遅いのが不満の種。
猿渡 順平
声 - 天﨑滉平
元野球部。名字由来のあだ名「サル」と呼ばれると怒る残念系男子。成績はあまり良くないが大学進学を志望している。陽斗の願掛けの手伝いをした。
悪気はないものの、家庭の事情で進学できない陽斗の目の前で予備校通いが面倒であると吐露するなど無神経な部分もある。自己主張が弱い葉月の事情も知らないため勝手に八つ当たりすることもあるため陸生から窘められることが多い。
石垣 陸生
声 - 山本祥太
元野球部。現役時のポジションはキャッチャー。生真面目な性格で予備校に通っているが順平と違い文武両道。猿渡と同じく陽斗の願掛けの手伝いをした。
寡黙ではあるが家庭の事情で進学できない陽斗を考え進学先の話題は避けるなど気配りに長けている。順平の無神経な発言が多いことが悩みの種であり、進学先を選べるという時点で幸福だという点に順平が気付くよう遠回しな諫言をすることが多い。

### 写真部
清水 徹
声 - 柳田淳一
写真部員。廃部決定には従う考え。よく山口と鉄道ファン同士の会話が弾んでいる。写真のセンスはあるが性格的に癖が強く、学校でリア充を見かけては部室で文句を言っている。
恵那に振り回されつつ、隠し撮りした恵那の写真をコソコソと山口と見せ合いをしている。瑛太にカメラを構える恵那を隠し撮りした写真を「シャッターチャンス2」の題でコンクールに応募し、金賞を受賞。写真部の危機を救った。
山口 薫
声 - 小林大紀
写真部員。同じ部員の清水と似た者同士。いわゆる撮り鉄。
年齢相応に異性に興味がないわけではないが徹の愚痴を聞いてあげることが多いため、健やかな人格者となっている。

### 教師
渡辺先生
声 - 大川透
陽斗と美緒の担任。現代文Bを担当。寛容な人物で生徒達に親しまれ、「ベンサン」という愛称を付けられている。写真部の顧問で廃部は仕方ないと考えている。

### その他
夏目美奈
声 - 朝井彩加
美緒の姉で翠山学院大学に通っている。同じ高校だった美緒が自分と同じという理由で大学を選んだことを察しており、将来の進路を深く考えていない美緒を窘めている。瑛太とも知り合いであり瑛太をからかうのがお約束となっている。瑛太にとって頭の上がらない存在の一人。
中嶋
声 - 高梨謙吾
福岡にいる瑛太の友人。当初はLINEと声のみの登場だったが、12話で東京の大学に進学し、瑛太を新歓コンパに誘った。公式ツイッターの漫画にも登場している。

## スタッフ
- 原作 - FOA
- 監督 - 小林敦[6]
- シリーズ構成・脚本 - 鴨志田一[6]
- キャラクター原案 - 比村奇石[6]
- キャラクターデザイン - 吉井弘幸[6]
- プロップデザイン - 髙田晃、北條真純（第2話 - 第12話）
- 美術監督 - 岡本有香
- 美術設定 - 金子英俊
- 色彩設計 - 坂上康治
- 撮影監督 - 小川克人
- CGディレクター - さいとうつかさ
- 編集 - 内田恵
- 音響監督 - 明田川仁
- 音楽プロデュース - やなぎなぎ[6]
- 音楽 - やなぎなぎ、深澤恵梨香
- 音楽プロデューサー - 川口真司
- 音楽制作 - NBCユニバーサル・エンターテイメント、インクストゥエンター
- プロデューサー - 福永佳祐、大上裕真、岡村武真、金子広孝、大森慎司
- アニメーションプロデューサー - 向峠和喜
- アニメーション制作 - PINE JAM[6]
- 製作 - Just Because!製作委員会（NBCユニバーサル、月鈴舎、PINE JAM、創通、TOKYO MX、AT-X、BSフジ）

## 主題歌
オープニングテーマ「over and over」（第2話、第4話 - 第11話）
作詞・歌 - やなぎなぎ / 作曲・編曲 - 北川勝利
エンディングテーマ「behind」（第2話 - 第12話）
作詞・作曲 - やなぎなぎ / 編曲 - 川嶋可能 / 歌 - 夏目美緒（礒部花凜）、森川葉月（芳野由奈）、小宮恵那（Lynn）
第7話から第9話までエンディングアニメーションが変更された。

## 各話リスト
| 話数 | サブタイトル       | 絵コンテ                                   | 演出                         | 作画監督                                                                                           | 総作画監督 |
| --- | ------------------ | ------------------------------------------ | ---------------------------- | -------------------------------------------------------------------------------------------------- | ---------- |
| 第1話 | On your marks!     | 小林敦                                     | 須之内佑典                   | 吉井弘幸 中野圭哉                                                                                  | -          |
| 高校の2学期の終業式が終わる。相馬陽斗はホームランを打つため、友人相手にバットを振る。夏目美緒は面談のため居残り。引っ越してきた泉瑛太は父親と転入手続きに来る。瑛太はグランドで中学時代の親友の陽斗と再会。陽斗は瑛太にボールを投げさせ、ようやく「願掛け」のホームランを打つ。ひとしきりはしゃいだ陽斗は「告白してくる」と立ち去る。                                                                          |                    |                                            |                              | |            |
| 第2話 | Question           | 小林敦 西澤晋 羽多野浩平 沖田宮奈 長井春樹 | 古賀一臣 羽多野浩平 室谷靖   | 菱沼祐樹 滝吾郎 ランチ・BOX 小美野雅彦 小田裕康 福田周平                                           | 寺尾憲治   |
| 瑛太は美緒とも再会。陽斗は森川葉月を探し声をかけるが、告白しそびれ、居合わせた瑛太たちと水族館に行くことになる。翌日、陽斗、美緒、瑛太、依子、葉月と弟たちは水族館を楽しむ。偶然瑛太と二人きりになった美緒は、中学時代の「あのこと」を瑛太に口止めする。合流した一同はLINEグループを作り帰路に着くが、瑛太はカメラを構えた小宮恵那に捕まる。                                                                   |                    |                                            |                              | |            |
| 第3話 | Andante            | 小林敦                                     | 村上勉                       | 式部美代子 阪野日香莉 村山章子                                                                     | 高田晃     |
| 恵那は瑛太に写真を見せると言って連絡先も聞かずバイクで走り去る。翌日犬の散歩に出た葉月と依子は、LINEで陽斗を呼び出す。恵那は美緒を通じて瑛太と落ち合う。恵那は瑛太を撮影した写真をコンクールに出品したいと懇願するが断られる。陽斗は自転車を飛ばし葉月のもとに駆け付けるが、犬が苦手なことがばれてしまう。恵那は陽斗の犬嫌い克服に協力すると持ち掛け、瑛太とLINE交換する。                                     |                    |                                            |                              | |            |
| 第4話 | Full swing         | 吉田泰三 小林敦                            | 三浦慧                       | 南井尚子 本田敬一 東亮太 山口菜 緒方歩惟 三島詠子                                                  | 高田晃     |
| 陽斗は美緒の飼い犬で苦手を克服し、初詣に葉月に告白しようと決めるが、美緒は複雑な気持ちでいた。恵那は瑛太が美緒を好きなことを見抜き、告白をけしかける。元日、瑛太たちの配慮で陽斗は葉月と二人きりで白旗神社に初詣する。瑛太、依子と別の神社に初詣した美緒は、依子と離れたあと、陽斗の告白を応援すると強がるが、美緒の気持ちを知る瑛太はそれを咎める。陽斗はようやく葉月に告白するが「つきあえない」と断られる。 |                    |                                            |                              | |            |
| 第5話 | Rolling stones     | 林直孝 小林敦                              | 林直孝 古賀一臣              | 室山祥子 後藤麻梨子 坂本ひろみ 福井麻記 関口雅浩 山村俊了 小澤円 日高真由美 加藤久美子             | てつお     |
| 3学期が始まり、瑛太たちは気まずい思いのまま登校する。陽斗は野球部で使っていたグローブを捨てるが、瑛太はそれを拾い、地元草野球の試合に参加する陽斗に渡す。葉月は美緒に、告白を断ったが陽斗が気になりだしたと打ち明ける。美緒は帰宅する瑛太とバスに乗り、初詣の時の口論を謝り、陽斗への気持ちをはっきりさせると話す。葉月は陽斗に「明日、少しだけ時間いい？」とLINEする。                                        |                    |                                            |                              | |            |
| 第6話 | Restart            | 西澤晋                                     | 野木森達哉 古賀一臣 米田光宏 | ランチ・BOX 小美野雅彦 滝吾郎 小田裕康 合田真さ美 福田周平                                         | 寺尾憲治   |
| 陽斗は葉月のLINEに返事できず3日たった。瑛太は陽斗に再びホームランを打たせて後押しする。それを見た美緒は陽斗に消しゴムを返して片思いに区切りをつける。陽斗は一度話したいと返事するが、葉月も返事できず2日たった。依子は川辺でトランペットを吹いていた葉月に陽斗を引き合わせる。葉月は告白の返事はもう少し考えさせてほしいと伝え、陽斗は喜ぶ。                                                                   |                    |                                            |                              | |            |
| 第7話 | Snow day           | 森田宏幸                                   | 高野やよい 古賀一臣          | 二松真理 高野やよい 室山祥子 福井麻記 坂本ひろみ                                                   | 高田晃     |
| 瑛太は無断撮影で通報された恵那を見かける。家に送る途中、彼女の写真部への強い思いを知った瑛太はコンクール出品を承諾。瑛太に抱きつき喜ぶ恵那を目撃した美緒は、複雑な気持ちのままセンター試験の日を迎える。大雪のため駅で足止めされた美緒の元に瑛太が駆け付け、電車で試験会場まで送る。恵那は試験を終えた美緒の前に現れ、瑛太をデートに誘いたいと言うが、美緒はとっさに「駄目」と答える。                         |                    |                                            |                              | |            |
| 第8話 | High Dynamic Range | 下田正美 前園文夫 小林敦                   | 佐々木純人                   | 室山祥子 関口雅浩 日高真由美 小澤円 舘崎大 中村翠 坂本ひろみ 福井麻記                              | 平山寛菜   |
| 瑛太たちは葉月の家に集まり、試験を終えた美緒を労う。その帰り、瑛太は美緒と同じ大学を受験すると陽斗に打ち明ける。翌日、恵那の誘いで外出した瑛太は美緒と出くわす。恵那を見た美緒は不機嫌そうに去る。恵那は江の島での撮影に瑛太をつきあわせ、写真部の部室で美緒たちの写真を見せる。美緒に告白できないから受験するという瑛太に、恵那はコンクールに入賞したら瑛太に告白すると宣言する。                             |                    |                                            |                              | |            |
| 第9話 | Answer             | 畑博之                                     | 古賀一臣 米田光宏            | 石田可奈 関口雅浩 坂本ひろみ 小澤円 後藤麻梨子 平山寛菜 日高真由美 今岡律之                        | 高田晃     |
| 髪型を変え垢抜けた葉月に、陽斗たちは騒然。恵那は学校で瑛太を避けるようになるが、夜のランニングに出た瑛太を待ち伏せ、ちょっかいを出す。美緒は葉月から陽斗を好きなのかと聞かれ、中学時代陽斗に片思いしていたこと、今好きな人がいると打ち明ける。美緒は第一志望の出願を取りやめ、瑛太と同じ大学を受験すると決める。                                                                                               |                    |                                            |                              | |            |
| 第10話 | Childhood's end    | 林直孝 小林敦                              | 高村雄太 林直孝              | ランチ・BOX 小美野雅彦 滝吾郎 福田周平 小澤円 室山祥子 舘崎大 関口雅浩 浦野達也 福井麻記 田中優士  | 寺尾憲治   |
| バレンタインデーに登校した美緒は、瑛太のスマホの待受け画面が恵那になっているのを見て、怒って涙ぐみ、チョコを渡しそびれる。それを目撃した恵那は、瑛太のスマホ画面を戻して謝る。葉月は陽斗に大学生活が落ち着いたらつきあいたいと返事する。恵那はバイクで寺社を回り大量の合格お守りを集めて瑛太に渡す。写真コンクールを気遣う瑛太に、恵那は「やっぱり好き」と告白する。                                           |                    |                                            |                              | |            |
| 第11話 | Roundabout         | 小林敦 川畑えるきん                        | 古賀一臣 須之内佑典          | 小澤円 室山祥子 舘崎大 関口雅浩 日高真由美 福井麻記 今岡律之 後藤麻梨子                            | 平山寛菜   |
| 恵那は瑛太に大学合格後に返事してと約束する。2日後、美緒と瑛太はそれぞれ受験会場に向かう。陽斗と葉月は二人のすれ違い受験に気づく。大学の合格発表と写真コンクール発表の日、瑛太は合格発表の掲示板を見に行き、恵那はコンクール会場へ。美緒は合格通知を受け取る。 |                    |                                            |                              | |            |
| 第12話 | Get set, go!       | 小林敦                                     | 小林敦 川畑えるきん 米田光宏 | 吉井弘幸 瀬川真矢 今岡律之 坂本ひろみ 平山寛菜 室山祥子 小澤円 福井麻記 舘崎大 田中優士 千々葉トウ | -          |
| 瑛太は受験に失敗。大学に合格した美緒は、卒業式のあと、自分の気持ちを伝えようと瑛太を探す。瑛太は恵那に「好きな人がいる」と返事する。陽斗は瑛太に一打席勝負を持ち掛けホームランを打たせる。瑛太は美緒の元に走り出すが、美緒はあきらめて去っていた。4月、瑛太は推薦入学した大学で美緒と再会。二人はようやく自分の気持ちを告白しあう。                                                                            |                    |                                            |                              | |            |

## 放送局
| 放送期間                      | 放送時間                     | 放送局   | 対象地域   | 備考                                   |
| ----------------------------- | ---------------------------- | -------- | ---------- | -------------------------------------- |
| 2017年10月5日 - 12月28日      | 木曜 21:00 - 21:30           | AT-X     | 日本全域   | 製作参加 / CS放送 / リピート放送あり   |
|                               | 木曜 23:30 - 金曜 0:00       | TOKYO MX | 東京都     | 製作参加                               |
| 2017年10月6日 - 12月29日      | 金曜 1:00 - 1:30（木曜深夜） | tvk      | 神奈川県   |                                        |
| 2017年10月7日 - 2018年1月8日  | 土曜 2:55 - 3:25（金曜深夜） | 毎日放送 | 近畿広域圏 |                                        |
| 2017年10月11日 - 2018年1月3日 | 水曜 0:30 - 1:00（火曜深夜） | BSフジ   | 日本全域   | 製作参加 / BS放送 / 『アニメギルド』枠 |

| 配信期間                      | 配信時間           | 配信サイト                                                                                   |
| ----------------------------- | ------------------ | -------------------------------------------------------------------------------------------- |
| 2017年10月7日 - 12月30日      | 土曜 23:00 - 23:30 | AbemaTV                                                                                      |
| 2017年10月10日 - 2018年1月2日 | 火曜 12:00 更新    | dアニメストア フジテレビオンデマンド                                                         |
| 2017年10月14日 - 2018年1月6日 | 土曜 12:00 更新    | ひかりTV GYAO! ニコニコ動画 バンダイチャンネル U-NEXT amazonプライム・ビデオ Hulu ビデオパス |

## BD / DVD
| 巻  | 発売日         | 収録話          | 規格品番  | 規格品番  |
| 巻  | 発売日         | 収録話          | BD限定版  | DVD限定版 |
| --- | -------------- | --------------- | --------- | --------- |
| 1   | 2017年12月22日 | 第1話 - 第2話   | GNXA-2021 | GNBA-2681 |
| 2   | 2018年1月31日  | 第3話 - 第4話   | GNXA-2022 | GNBA-2682 |
| 3   | 2018年2月28日  | 第5話 - 第6話   | GNXA-2023 | GNBA-2683 |
| 4   | 2018年3月28日  | 第7話 - 第8話   | GNXA-2024 | GNBA-2684 |
| 5   | 2018年4月27日  | 第9話 - 第10話  | GNXA-2025 | GNBA-2685 |
| 6   | 2018年5月30日  | 第11話 - 第12話 | GNXA-2026 | GNBA-2686 |
| BOX | 2019年11月27日 | 第1話 - 第12話  | GNXA-2027 | -         |

## Webラジオ
『Radio Because! 〜花凜とLynnが応援するラジオ〜』は、2017年9月13日から2018年1月3日までニコニコチャンネルにて毎週水曜日に配信されていた番組。パーソナリティは夏目美緒役の礒部花凜と小宮恵那役のLynn。

## 小説
『ダ・ヴィンチ』（KADOKAWA）で2017年10月号（9月6日発売）より原作小説の連載がスタート。同8月号（7月6日発売）では書き下ろしプロローグを先行発表。小説の執筆及びイラストはアニメに引き続き脚本の鴨志田一、監督の小林敦が手がける。同12月号（11月6日発売）にて終了。2017年11月25日にメディアワークス文庫より単行本が発売された。
- Just Because! （メディアワークス文庫） ISBN 978-4-04-893384-1
  - 本編
- Just Because! 〜Shallow focus〜
  - Blu-ray&DVD初回購入特典の書き下ろし小説。Blu-ray&DVDの巻数に合わせて6巻まである。小宮恵那視点。
- Just Because! Shallow focus+
  - Blu-ray BOX初回購入特典の書き下ろし小説。上記の『Just Because! ～Shallow focus～』に加えて新規書き下ろし『One year later』を収録。

## ドラマCD
- 4.5話『New year』
  - コミックマーケット93にてコミック＆イラストアンソロジーとセットで販売。アニメ4話と5話の間に起きた冬休みの出来事を描く。
- 12.5話『Spring』
  - Amazon限定Blu-ray&DVD全巻購入特典。アニメ12話（最終話）以降、4月初頭までの間に起きた出来事を描く。